# Trnava (Braslovče, Slovenija)
Trnava je naselje u slovenskoj Općini Braslovči. Trnava se nalazi u pokrajini Štajerskoj i statističkoj regiji Savinjskoj. 

## Stanovništvo
Prema popisu stanovništva iz 2002. godine naselje je imalo 234 stanovnika.